# Vidua maryae
Vidua maryae (лат.) — вид птиц из семейства вдовушковых. Эндемик Нигерии. Являются гнездовыми паразитами, откладывая яйца в гнёзда другого вида птиц — Lagonosticta sanguinodorsalis (также эндемика Нигерии), так как своих высидеть не способны. При этом они уносят из гнезда то же количество яиц птицы-хозяина, чтобы избежать подозрений в отношении собственных. Брачный сезон продолжается круглый год, но наиболее выражен с июля по декабрь, в холодный сезон харматана.
МСОП присвоил виду охранный статус LC.